# Pro Patria Bustese
La Società Ginnastica Pro Patria Bustese Sportiva, o Pro Patria Bustese, è una società di ginnastica di Busto Arsizio; vanta circa 30 atleti tra le sezioni agonistiche maschile e femminile, che competono nei campionati nazionali ed assoluti italiani.
La sede sociale della Pro Patria Bustese Sportiva è in via Ariosto 1.

## Storia
La Pro Patria nasce dalla fusione della sezione ginnastica della Pro Patria et Libertate, fondata nel 1881, e della Bustese, nata nel 1896 e ricompostasi nel 1904 nella Bustese Sportiva. Dopo la seconda guerra mondiale, avendo dovuto interrompere le loro attività sportive nel periodo bellico, alcuni atleti, tra cui Giovanni Graziani, Luigi Grampa e Gino Candiani, decidono di fondare una società di ginnastica cittadina.
Gli anni '80 e '90 hanno visto le squadre agonistiche della sezione maschile e femminile tra le prime classificate nei campionati di serie A.

### Anni recenti
Nel 2021 e nel 2022 la squadra maschile ha vinto il campionato di Serie A1. Ludovico Edalli è stato campione italiano assoluto per sei volte e ha partecipato alle olimpiadi di Rio 2016. Nicola Bartolini è stato campione del mondo a corpo libero il 23 ottobre 2021 e ha partecipato alle olimpiadi di Parigi 2024.